# Alpha Coal
 (septembre 2014).

Le projet Alpha Coal, né en 2008, est le nom d’un énorme projet charbonnier au nord-est de l’Australie. Il comprend une mine située dans le bassin de Galilée (en) qui devrait s’étendre sur plus de 60 000 hectares (zone encore non exploitée de l’État du Queensland), une voie ferrée de 495 km de long et une expansion portuaire à Abbot Point.

## Le projet
Le projet Alpha Coal fait suite à une proposition d’Hancock Coal Ltd, une entreprise australienne détenue par la femme la plus riche d’Australie, Gina Rinehart, proche des milieux climato-sceptiques et opposante à la taxe carbone australienne. En 2012, elle s’est associée au conglomérat indien GVK qui a acheté 79 % des parts des projets Alpha et 100 % de celles de Kevin’s Corner. Le but de GVK est d'envoyer une partie du charbon en Inde et de vendre l’autre sur les marchés internationaux, surtout asiatiques.
Le bassin de Galilée possède des réserves estimées à 14 milliards de tonnes de charbon qui sont largement inexploitées. Alors que les projets miniers le long de la côte de l’État du Queensland sont nombreux, Alpha Coal est le projet le plus avancé de quatre autres nouvelles mines situées dans le sud du bassin totalement intact. Neuf énormes mines sont prévues dans le bassin. Au total, elles produiraient 330 millions de tonnes de charbon par an, soit plus que les exportations de charbon de l’Australie actuelles.
La mine doit être construite à environ 40 km au nord-ouest de la petite ville d'Alpha dans le centre ouest du Queensland.

## Conséquences du projet

### Sur l’environnement et la biodiversité locale
L'emplacement de la mine et ses environs sont principalement exploités pour l’agriculture et surtout pour les pâturages.
Avec une surface de 64 769 hectares (surtout des forêts et des prairies) soit l’équivalent de 75 508 stades de football, cette gigantesque mine composée de 6 différents puits à ciel ouvert défricherait 22 500 hectares de forêts.
Plus d’une centaine d’espèces sont menacées (wallaby, kangourous, koalas). L'espace de la mine abriterait aussi les habitats des espèces d’oiseaux et de chauve-souris, qui font partie de la liste rouge de l’Union internationale pour la conservation de la nature (UICN).
Alpha Coal est situé dans le bassin versant de Burdekin, réserve naturelle de Bimblebox, classée zone de conservation, située à seulement 10 km au nord d’Alpha Coal. Or, l’eau de la réserve alimente les zones humides environnantes mais aussi la Grande barrière de corail.
Une forêt tropicale se trouve aussi dans les environs des mines.
Les agriculteurs redoutent particulièrement la retombée de poussière de charbon sur les pâturages le long de la voie ferrée. Ces résidus seraient également dangereux pour les zones humides environnantes qui abritent de nombreuses espèces d’oiseaux.
La construction du terminal d’Abbot Point détruira une zone humide côtière, aire de repos pour les tortues vertes, les baleines à bosse et les dugongs (mammifères marins proches du lamantin), et zone de transit pour de nombreuses espèces migratoires.

### Sur les réserves en eau
La mine va concurrencer les besoins des populations en eau et son impact sur les ressources hydriques va perturber le système écologique. En 30 ans, la mine nécessiterait 176 milliards de litres d’eau, soit 70 400 piscines olympiques. Son fonctionnement nécessitera en tout 176 milliards de litres d’eau.
Les opérations minières puiseraient massivement dans les réserves en eaux souterraines qui pourraient baisser de 5 mètres sur un rayon de 20 km autour de la mine. À la fermeture de la mine, un vide sur 24 km de longueur capturera une large part des eaux souterraines de la région qui s’évaporeront et deviendront très salées. Or, ces ressources souterraines sont la principale voire la seule source d’eau pour les populations et les agriculteurs de la zone.
47 km de rivières seraient détournées, et deux sources ainsi qu’une lagune seraient asséchées.
Les détournements de l’eau au niveau du bassin pour l’usage de la mine aura des conséquences en aval, sur la Grande barrière de corail et sur la réserve de  Burdekin.

### Sur le climat
La combustion du charbon extrait de la mine (30 millions de tonnes de charbon extraites et transportées tous les ans) produira plus de 60 millions de tonnes de CO2 chaque année, soit 1,8 milliard de tonnes d’émissions de CO2 sur une durée de vie de 30 ans. Ce serait le déclencheur de la deuxième plus grosse bombe climatique mondiale si le projet n’est pas arrêté. Ce taux d’émissions annuelles dépasse celui des pays suivants en 2010 : Finlande, Portugal, Hongrie, Danemark, Hong Kong, Singapour, Suisse, Suède, Irlande, Norvège. Les opérations minières et la voie ferrée se traduiraient respectivement par plus de 11 et 17 millions de tonnes d’émissions de CO2 supplémentaires.
Le développement du bassin de Galilée est en contradiction avec les objectifs mondiaux de lutte contre le changement climatique. La mine émettra l’équivalent de 10,91 % des émissions annuelles de l’Australie. Si les projets miniers prévus aboutissent, le bassin de Galilée deviendrait le 7e émetteur de dioxyde de carbone au niveau mondial, soit juste derrière l’Allemagne.
Plus de deux tiers des réserves fossiles doivent rester dans le sol pour rester sous la limite des 2 degrés, et l’urgence climatique est telle qu’il faut immédiatement arrêter la production des énergies fossiles les plus émettrices comme le charbon.

### Sur la Grande Barrière de corail
La Grande barrière de corail est menacée par le développement du transport maritime l’industrialisation le long de la côte de l’État du Queensland et le changement climatique.
La construction du terminal portuaire 4 au port d’Abbot Point, en devenant le plus grand port charbonnier du monde menace le site de la Grande barrière de corail dans lequel il se trouve.
L’expansion portuaire à Abbot Point implique le dragage de 3 millions de m3 de fonds marins de la zone de la Grande Barrière de corail, ce qui équivaut à un mur de 5 mètres de hauteur sur un mètre de large s’étendant de Paris à Milan.
La construction de la ligne de chemin de fer et du terminal entraîneront la destruction d’habitats côtiers dans la zone de la Grande Barrière de corail, inscrite au patrimoine de l’humanité.
Le 18 juin 2014, à Doha, au Qatar, le comité du patrimoine mondial a reporté d'un an la décision d'inscrire la barrière de corail sur la liste des patrimoines en péril. Ses préoccupations concernent les plans de développement des côtes, y compris les développements des ports et les infrastructures de liquéfaction du gaz.
Avec les investissements dans le port de Gladstone, trois projets de liquéfaction du gaz entreront en service en 2015. Comme le précise le ministre des Finances, Jo Hockey, l'Australie va devenir le premier exportateur de gaz naturel liquéfié dans les prochaines années.
L'UNESCO menace d'inscrite la Grande barrière de corail sur la liste des sites en danger pour inciter à arrêter les projets actuels et protéger le site. Le comité a donc demandé aux autorités australiennes de proposer un rapport actualisé sur l'état de conservation de la barrière du corail au 1er février 2015.
L’autorité du parc marin de la Grande Barrière de corail a reconnu que les décisions prises en la matière détermineront le futur de la Grande Barrière sur le long terme. Or, le projet Alpha Coal menace non seulement les récifs et les secteurs économiques qui en dépendent, mais aussi la valeur culturelle et symbolique du lieu.
Le nombre de bateaux traversant la Grande barrière de corail à partir d’Abbot Point passerait de 190 en 2011 à 4821 par an au plus fort de la production. Les 11 400 bateaux par an prévus à terme dans la zone transformeraient la Grande barrière de corail en une autoroute maritime. La capacité d’exportation d’Abbot Point serait multipliée par cinq.
La Grande barrière de corail est un écosystème fragile :  une hausse de la température des eaux entraine un blanchiment des coraux. Un réchauffement des températures supérieure à 2 °C favoriserait l'implantation d'un banc d’algues dans la Grande Barrière de corail. La capacité des coraux à produire des squelettes est amoindrie par l’acidification des océans et l’absorption par les océans d’une quantité croissante du dioxyde émis par les hommes.
L’expansion portuaire (construction et dragage) prévue dans la zone de la Grande Barrière de corail mettrait en péril les habitats d’espèces marines menacées, dont quelques espèces de baleines migratoires. La plage est aussi une zone de nidification des tortues mais la zone maritime est reconnue critique pour la survie des baleines à bosse. La montée du niveau de la mer amoindrirait également l’habitat de reproduction des oiseaux marins et celui des tortues.

### Sur l’économie
La production du charbon ne concerne pas l’économie australienne. Le charbon doit être exporté en Inde et sur le marché asiatique. Pour l'Inde, le projet doublerait le prix de l’électricité. Comme le principal détenteur du projet est indien, la majorité des bénéfices de la mine seront exportés.
Le projet prévoit le recrutement de 4 000 personnes pendant la construction avec 2 000 autres personnes à embaucher pour les opérations de maintenance. Les ressources minières représentent 10 % du PIB et 2 % de l'emploi en Australie.
La création d'emploi envisagée par le projet va entraîner la migration de travailleurs miniers qui va mettre en péril l’économie locale essentiellement agricole. 60 000 emplois locaux sont menacés par ce projet. Plusieurs secteurs sont affectés : l'agriculture avec la surexploitation des ressources en eau, le tourisme côtier et marin (deux revenus essentiels de la région). L’expansion minière rapide perturbe fortement les autres secteurs économiques, notamment pour les exportations défavorisées par un dollar australien élevé. Aujourd'hui, la Grande barrière de corail rapporte 5 milliards de dollars à l’économie australienne et procure 50 000 emplois.

## Une banque française impliquée dans ce projet: la Société Générale
La Société générale a été chargée d’étudier la faisabilité économique du projet et de conseiller ses promoteurs dans la recherche d’investisseurs pour en préciser le montage financier. Elle est en première ligne pour apporter elle-même une partie des crédits.
La Société Générale a certifié qu'elle ne soutiendra le projet que s’il respecte ses politiques RSE ainsi que les décisions des autorités australiennes. Ces dernières sont résolues à exporter leur charbon quelles que soient les conditions. La banque refuse de se retirer du projet avant la fin de son mandat de conseil.
Remise en cause dans son engagement dans ce projet par la société civile (elle a notamment été nommée au prix Pinocchio pour son implication dans ce projet australien), la banque française assure s’être munie des normes et des critères nécessaires pour juger de la légitimité et de l’acceptabilité environnementale du projet.
Plusieurs groupes bancaires internationaux ont refusé d'investir dans ce projet. Le groupe américain Citigroup, les banques françaises  BNP Paribas et le Crédit agricole, la banque allemande  Deutsche Bank, les banques anglaises HSBC, RBS, Barclays Bank et même BlackRock, fonds d'investissement américain, ont refusé de s'engager en raison des risques sociétaux et environnementaux.
La Société générale affirme œuvrer pour une société moins carbonée et de manière contradictoire elle contribue à financer un projet qui coûte 11 milliards de dollars en dépit des exhortations scientifiques et alors que le GIEC vient de recommander une diminution des investissements dans les énergies fossiles de 30 milliards de dollars par an[non neutre].
La Société générale affirme qu’elle n’est pas responsable des émissions induites par la combustion du charbon qui sera extrait du bassin de Galilée. Elle nie le lien de causalité entre extraction et combustion des fossiles alors que les plus grandes instances en matière énergétique et climatique les reconnaissent : dans leurs rapports, le GIEC et l’AIE appellent à réduire les émissions et à laisser les fossiles dans le sol. Pour y arriver, il faut réduire nos investissements dans les seules énergies fossiles conventionnelles de 30 milliards de dollars par an de 2010 à 2029. la Société générale tente d’en réunir 11 milliards pour ce seul projet d’Alpha Coal.
Selon une étude réalisée par le réseau Banktrack en 2013, la Société générale était classée au  22e rang mondial au terme d’investissements dans les mines du charbon. Elle a investi 1,927 milliard d’euros dans les mines de charbon entre 2005 et la mi-2013. Si la banque affirme «avoir un rôle à jouer dans la transition vers une économie moins carbonée», elle certifie aussi que «dans l’avenir proche, la production d’électricité au charbon continuera à faire partie du mix énergétique de nombreux pays» et souhaite donc rester «un partenaire de référence pour ses clients dans ce secteur».
Les Amis de la Terre, Bizi et 350.org ont lancé un mouvement pour qu’elle se retire d’Alpha Coal.
Le 5 décembre 2014, dans le contexte du retard du projet Alpha Coal, Société Générale a décidé, en accord avec GVK-Hancock, de suspendre son mandat. La banque n’est donc plus impliquée dans le projet.

## Un avenir incertain
Alpha Coal est le premier projet charbonnier dans le bassin de Galilée à être approuvé par le Gouvernement de Queensland et le Gouvernement Fédéral. L'approbation de l'État a été obtenu le 29 mai 2012 et l'accord fédéral a été garanti le 23 août 2012.
L’autorisation environnementale ne fait pas mention de l’impact carbone du projet. Aujourd’hui, des agriculteurs locaux, l’association Coast and Country, les organisations non gouvernementales, les associations se mobilisent pour remettre en question ce projet devant le tribunal foncier. Le Tribunal foncier du Queensland a jugé début avril 2014 le projet Alpha Coal et a refusé de valider le projet en l’état et a exigé des améliorations sur le plan environnemental, notamment, au sujet des risques pour les ressources en eau de la région. Une autre procédure est en cours au niveau fédéral.
La mobilisation contre Alpha Coal n'est pas seulement locale. Une opposition internationale est née contre le boom minier en Australie, la non reconnaissance de l’urgence de lutter contre le changement climatique et l’exploitation des réserves fossiles au prix de dommages irréversibles sur l’environnement, la biodiversité et le climat.
Il n’est donc pas encore sûr que le projet Alpha Coal – le plus avancé d’une série de neuf projets charbonniers dans la région soit réalisé. Des contraintes extérieures pourraient remettre en cause la viabilité du projet : la baisse de la demande chinoise et indienne en charbon ainsi que la multiplication des recours judiciaires pour faire annuler le projet lancés par les militants et les citoyens australiens.
Les investissements miniers ont atteint 300 milliards de dollars australiens fin 2012 contre seulement 100 milliards il y a 10 ans. Le secrétaire au Trésor australien, Martin Parkinson, a reconnu que l'Australie « était à un point critique de l'évolution de ce boom. Le prix des matières premières a atteint un pic en 2011 et nous allons probablement passer un cap en termes d'investissement en capital.»
Le ministre des Finances, Joe Hockey, a précisé que l'Australie traversait « une période de transition significative où il faudra compter à l'avenir sur les revenus d'exportation et une économie plus diversifiée ». Une diversification s'impose avec de nouveaux secteurs à privilégier : agriculture, services ou industries à haute technologie.